# Pilea oxyodon
Pilea oxyodon är en nässelväxtart som beskrevs av Hugh Algernon Weddell. Pilea oxyodon ingår i släktet pileor, och familjen nässelväxter. Inga underarter finns listade i Catalogue of Life.